# Arôme de Lyon
Arôme de Lyon, arôme de gêne de marc, arôme lyonnais, ou encore arôme au vin blanc, est une appellation désignant un fromage au lait de vache (et parfois de chèvre), à pâte molle, à croûte couverte de marc, fabriqué dans la région lyonnaise.

## Fabrication
De type caillé lactique, le fromage est séché et macéré soit dans du vin blanc, soit dans les résidus de raisins pressés pour donner du vin. Les fromages sont placés sur des petites grilles, dans des bocaux afin qu’ils boivent les émanations de vin blanc. Sa fermentation est de 2 à 3 semaines. C’est un disque plat de 6 à 7 cm de diamètre, de 3 cm d’épaisseur, pesant environ 100 g, de couleur beige plus ou moins foncé selon les modes de conservation. La fabrication se fait toute l’année mais la demande est beaucoup plus forte en hiver.

## Consommation
Il se consomme en fin de repas accompagné d’un vin de la région servi à température ambiante. Les arômes après séchage sont enfermés dans les bacs en bois ou des fûts de chêne. Ils sont macérés dans du vin blanc ou des rafles de raisin arrosés de vin rouge durant 3 semaines à 1 mois. Souvent les crémiers les achètent un peu jeunes, en coupelles (15 arômes) ou en seaux (40 arômes) et terminent l’affinage en fonction des goûts de leur clientèle.